# 熱帶博物館
熱帶博物館（荷蘭語：Tropenmuseum）是位於荷蘭首都阿姆斯特丹的一座博物館。

## 历史
這座人類學博物館，設立於1864年，是阿姆斯特丹最大的博物館之一。2009年，有大約176000人參觀了熱帶博物館。熱帶博物館在開館當時名為殖民地博物館，主要展示荷蘭海外殖民地的荷蘭資產和居民。印度尼西亞獨立之後，博物館開始展示有關社會問題等議題的展品。直到2014年3月，这座博物馆都是由荷兰皇家热带研究所拥有和运营，之后与荷兰国立民族学博物馆和非洲博物馆合并成为荷兰国立世界文化博物馆。

## 门票
- 成人15欧
- 儿童4-18岁8欧
- 学生8欧
- 儿童3岁以下免费
- 博物馆卡免费

## 营业时间
- 周二-周日：上午10点-下午5点